# Sofian Chakla
Sofian Chakla (1993. szeptember 2. –) marokkói válogatott középhátvéd, jelenleg az OH Leuven játékosa.

## Pályafutása
Spanyolországban nevelkedett, az Atlético Malagueño és a Real Betis második számú csapatában játszott. 2014 nyarán igazolt a Videoton FC egyesületéhez. A spanyol Villarreal csapatában 2020. február 5-én mutatkozott be egy CD Mirandés elleni Király-kupa mérkőzésen. A spanyol élvonalban 2020. június 19-én lépett pályára először egy Granada elleni mérkőzésen.

## Válogatott
Többször meghívót kapott a marokkói U20-as válogatottba, 5 alkalommal pályára is lépett. 2021 márciusában meghívót kapott a Mauritánia és Burundi elleni mérkőzésekre készülő marokkói felnőtt válogatott keretébe; utóbbi mérkőzésen kezdőként mutatkozott be a válogatottban.

### Mérkőzései a marokkói válogatottban
megjegyzés Az eredmények a marokkói válogatott szemszögéből értendők.
| #  | Dátum             | Ellenfél     | Eredmény | Kiírás              | Esemény |
| -- | ----------------- | ------------ | -------- | ------------------- | ------- |
| 1. | 2021. március 30. | Burundi      | 1 – 0    | ANK-selejtező       |         |
| 2. | 2021. június 12.  | Burkina Faso | 1 – 0    | barátságos mérkőzés |         |
| 3. | 2021. október 12. | Guinea       | 4 – 1    | Vb-selejtező        | 55'     |
| 4. | 2022. január 18.  | Gabon        | 2 – 2    | ANK csoportkör      | 89'     |

## Sikerei, díjai
- Videoton
  - Magyar labdarúgó-bajnokság: 2014–15

- Villarreal
  - Európa-liga: 2020–21